# Franz-Peter Hofmeister
Franz-Peter Hofmeister (* 5. August 1951 in Kerpen) ist ein ehemaliger deutscher Leichtathlet und Olympiamedaillengewinner, der – für die Bundesrepublik startend – in den 1970er Jahren als Sprinter im 100-, 200- und im 400-Meter-Lauf erfolgreich war.

## Leben
Erste Sporterfolge verzeichnete Hofmeister, als er noch Schüler des Neusprachlichen Gymnasiums der Kreisstadt Bergheim war. Nach dem Abitur begann er ein Studium der Betriebswirtschaft an der Universität zu Köln.
Wegen eines Sehnenschadens konnte er als damals schnellster deutscher Sprinter nicht an den Olympischen Spielen 1972 in München teilnehmen. Er gewann bei den Olympischen Spielen 1976 in Montreal eine Bronzemedaille und wurde 1978 Doppeleuropameister. Bundespräsident Karl Carstens verlieh ihm das Silberne Lorbeerblatt.
Franz-Peter Hofmeister gehörte zunächst dem Verein Jugend 07 Bergheim an, nach 1974 dem SV 04 Bayer Leverkusen, dort trainierte er bei Bernd Knut. In seiner aktiven Zeit war er 1,85 m groß und wog 71 kg. Von 1976 bis 1981 wurde Hofmeister Deutscher Hallenmeister mit der 4-mal-400-Meter-Staffel.
Nach dem Studium fand er eine Anstellung beim Chemiekonzern Bayer AG in Leverkusen.

## Erfolge
- 1971, Europameisterschaften: Platz 2 im 200-Meter-Lauf (20,7 s); mit der 4-mal-100-Meter-Staffel aufgegeben (Stabverlust)
- 1974, Europameisterschaften: Platz 5 im 200-Meter-Lauf (20,93 s); mit der 4-mal-100-Meter-Staffel ausgeschieden (disqualifiziert)
- 1976, Olympische Spiele: Platz 3 mit der 4-mal-400-Meter-Staffel (3:01,98 min, zusammen mit Lothar Krieg, Harald Schmid und Bernd Herrmann; Franz-Peter Hofmeister als Startläufer); 400-Meter-Lauf: im Halbfinale ausgeschieden
- 1978, Europameisterschaften: Platz 1 im 400-Meter-Lauf (45,73 s); Platz 1 mit der 4-mal-400-Meter-Staffel (3:02,0 min, zusammen mit Martin Weppler, Bernd Herrmann und Harald Schmid; Franz-Peter Hofmeister als zweiter Läufer)